# Revolta de les Germanies
La revolta de les Germanies va ser una rebel·lió armada que es va produir en el Regne de València i a les Illes Balears ben entrat el segle xvi, durant el regnat de Carles I. La revolta, tot i que no va tenir cap repercussió més enllà del Regne de València i del Regne de Mallorca (tret d'alguns aldarulls relacionats a Catalunya), va tenir com a conseqüències més directes l'acceleració del procés centralitzador autoritari monàrquic, la progressiva pèrdua de poder de l'oligarquia nobiliària valenciana, i una forta reducció dels drets del poble valencià.
La revolta s'emmarca dins d'una sèrie de convulsions europees que marquen la primera crisi del sistema feudal: les jacqueries franceses, la insurrecció camperola anglesa del 1381, els ciompi italians, els irmandiños gallecs, les comunitats de Castella, i les guerres camperoles alemanyes, derrotades el 1525 en la batalla de Frankenhausen. Els analistes històrics moderns mostren discrepàncies sobre si la revolta de les Germanies fou una «primera revolució moderna» o un alçament retardatari i feudalitzant contra l'europeisme modernitzador de Carles V. De fet, la complexitat de l'anàlisi deriva del fet que la revolta de les Germanies contingué diverses lluites paral·leles: la dels menestrals i poble menut contra l'oligarquia urbana; la dels camperols contra els senyors; i la de la diversitat musulmana contra l'uniformisme cristià.
Com a Germanies també es coneix una altra revolta que es desenvolupà a Mallorca, al començament del segle xvi (vegeu Germanies de Mallorca); la Segona Germania fou un altre moviment armat desenvolupat el 1693 majoritàriament en les comarques centrals del Regne de València.

## Antecedents
L'esplendor tardomedieval valenciana fou aprofitada per l'oligarquia urbana, en el sentit que van excloure les classes populars del poder polític i dels beneficis econòmics del creixement. D'altra banda, s'establí una forta competència sobre les estructures gremials per part de les mercaderies importades i dels mercaders que encomanaven directament la manufactura a treballadors poc qualificats. Aquest fet no sols trencava el monopoli gremial sobre la manufactura, sinó que provocava una superproducció, una baixada global de la productivitat, una disminució en la qualitat dels productes i una inflació de mestres. Tot plegat coartava les expectatives de guany i de promoció, així com consolidava els desnivells patrimonials i la pauperització de la majoria. Dins d'aquest context, començaren a crear-se unes tensions al si dels diferents gremis i corporacions que, a poc a poc, s'estengueren a tota la societat.
Arribats en aquest punt, es crearen uns estatuts gremials, en gran part impulsats per Joan Llorenç, considerat l'ideòleg i fundador de les Germanies, que pretenia l'establiment d'una república. Aquest estatut no sols expressava una idea evangèlica d'unitat, sinó que també reivindicava la restauració del monopoli gremial en els diferents oficis, així com la participació de les classes populars en el govern de la ciutat. Amb això, els agermanats exigien una ciutat lliure, exclusivament governada per la justícia popular, com moltes altres ciutats italianes. Però això no implicava que els agermanats no foren absolutament respectuosos amb la monarquia i el sistema foral (fet que accelerà més endavant el procés centralitzador monàrquic al Regne de València).
Els dos desencadenants últims de la revolta foren el buit de poder en la ciutat que s'havia provocat per la fugida de la noblesa local davant la riuada del 1517, l'avalot contra un flequer acusat de sodomia i una epidèmia de pesta negra el 1519, i el continu ajornament de la vinguda del rei per a celebrar corts i jurar furs, probablement per l'escàs interès que li provocava el Regne de València, en coincidir aquests fets amb el procés de coronació com a emperador. La decisió reial en l'estiu del 1519 d'armar els gremis per poder autodefensar-se davant de les amenaces dels pirates barbarescos (decisió presa ja per Ferran el Catòlic el 1515, però interrompuda per les autoritats locals davant de les conseqüències evidents) constituí l'espurna final amb la qual els gremis tractaren d'imposar a la força les seues reivindicacions.

## L'alçament popular al Regne de València
Amb tots aquests antecedents, els agermanats començaren a exhibir el poder dels oficis amb diverses desfilades militars i la constitució el 25 de novembre d'un comitè executiu format per tretze síndics: la Junta dels Tretze, formada per un representant de cada gremi, per regir la ciutat de València. El rei, per aquell temps, estava a Aquisgrà concentrat en la seua coronació com a emperador, i les úniques mesures que prengué davant la revolta foren la prohibició de l'ús d'armes i l'eliminació d'algunes de les seues concessions, prohibicions que ningú no tingué en compte.
La Germania és revocada pel rei en gener del 1520 i la tensió augmentà amb el nomenament de Diego Hurtado de Mendoza com a virrei, a l'abril del 1520; per la seua condició d'estranger, i perquè llavors els agermanats feren un cop d'estat municipal, amb el qual aconseguiren imposar representants populars en diferents jurats, magistratures i comissions de govern municipal sense arribar-ne mai al control total. A mesura que anaven sumant-se viles a la revolta, aquesta anava radicalitzant-se i adquirí el rang de guerra civil i s'estengué per tot el Regne de València, amb la creació d'altres juntes dels tretze controlades per la de València, amb l'excepció de Xèrica, Segorb i Onda, on hi hagué cert moviment a favor i Morella, que estava obertament en contra.
A l'estiu del 1520, començaren algunes accions bèl·liques com l'assalt del vescomtat de Xelva, el saqueig de palaus nobiliaris i la crema de títols de propietat. Tot i la derrota de la revolta de les comunitats de Castella a la batalla de Villalar el 23 d'abril, la revolta esclatà el juny del 1521, en dos fronts alhora: l'un al nord, a les comarques del Maestrat, la Plana i el Camp de Morvedre; i un altre al sud, a les terres d'Alzira, Xàtiva, Gandia i Elx.
El primer front fou derrotat per les tropes d'Alfons I d'Empúries, el duc de Sogorb, en el setge de Sant Mateu, la batalla d'Orpesa i després en la batalla d'Almenara, després de la qual les tropes reialistes es van aquarterar a Peníscola.
El front del sud, per contra, aconseguí prendre el castell de Xàtiva i una important victòria en la batalla de Gandia sobre les tropes del virrei (de fet, l'única en batalla campal), i el virrei Diego Hurtado de Mendoza va haver de tornar per mar des de Dénia a Peníscola. Després d'aquest èxit, el saqueig de la vila i horta de Gandia, i el bateig forçós de tots els musulmans de la Safor, els agermanats començaren una sèrie de disputes internes que conduïren a una estrepitosa derrota pel marquès de Los Vélez en la batalla d'Oriola i una posterior caiguda en mans reialistes de tot el sud del regne, des d'Alacant fins a Ontinyent.
A la ciutat de València, el moviment anà radicalitzant-se i els primers líders més moderats (Llorenç, Caro, Sorolla i Montfort) foren substituïts per altres líders amb caràcter més bèl·lic (Urgellés, Estellés, Peris i Borrell). L'objectiu dels primers líders no era altre que controlar el sistema municipal per desenvolupar un millor govern: sanejar les arques públiques, reduir l'emissió de deute públic, etc.; però, en engegar-se els processos bèl·lics, es van veure desbordats i fora de lloc. Ràpidament, es van desvincular del moviment, al qual estaven afegint-se altres estrats socials més radicals amb interessos ben diferents i contraposats als de la burgesia de la capital valenciana.
Mentre que la burgesia valenciana buscava una eixida negociada, els caps militars defensaven la revolució en els camps de batalla. Aquesta desunió provocà la caiguda ràpida de la revolta i sols a una setmana de la gran victòria a Gandia, la Junta dels Tretze dimitia, i als tres mesos la ciutat de València es rendí al rei. Peris, després de fer-se fort uns mesos a Xàtiva, tornà a València, on no va poder revifar la Germania i finalment va ser pres i esquarterat.
Únicament Xàtiva i Alzira queden sota domini agermanat. Es va produir un rebrot de la rebel·lió, aquesta vegada acabdillada per un misteriós personatge conegut per l'Encobert, i que es feia passar per l'infant Joan, fill dels reis Catòlics. Aquest nou líder aconseguí vincular la ja agònica revolta únicament amb el component social més pobre, completament diferent dels impulsors de la crisi: les elits camperoles locals, els prohoms locals, la xicoteta oligarquia, comandes de l'orde de Montesa, etc., que únicament tenien al cap una revolució política, però no social. En aquesta segona fase, l'àmbit d'acció de la Germania es limità a l'Horta de València, Alzira i Xàtiva. Se saquejaren algunes terres de senyoria veïnes, s'assaltaren alguns castells i, sobretot, s'obligà tots els musulmans al seu abast a batejar-se.
Després de l'assassinat de l'Encobert a Burjassot el 19 de maig del 1522 a mans de dos dels seus seguidors, per a cobrar la recompensa oferta pel virrei, i la caiguda de Xàtiva i Alzira el desembre del 1522, es produeix la derrota definitiva dels «agermanats».

## L'alçament popular a les Balears
Els agermanats, encapçalats per Joan Crespí i posteriorment per Joanot Colom, s'aixecaren per obtenir la reforma radical de l'economia pública i l'abolició dels censals i imposts que ofegaven pagesos i menestrals. Pràcticament tota la Part Forana, tret de la ciutat d'Alcúdia i del castell del Santueri de Felanitx feu costat als agermanats, que demanaren la deposició del virrei Miguel de Gurrea y Cerdan.
El 15 d'agost del 1522, tingué lloc la Batalla del Pujol de son Sabater, un episodi molt important de la guerra. L'octubre del 1522, el virrei, que s'havia refugiat a Eivissa, desembarcà amb les tropes reials a Alcúdia, des d'on inicià la reducció de les viles de la part forana en les batalles de Muro i Son Fornari i la Batalla de Rafal Garcés el desembre del 1522. Posà tot d'un setge a la ciutat de Mallorca, que es va retre el març del 1523. Gurrea dirigí una rigorosa repressió contra els agermanats, continuada a partir del 1525 pel seu successor, Carles de Pomar. En acabar la revolta, tingué lloc la repressió de les Germanies del 1524.

## La conversió forçada delsmudèjars
Els musulmans habitants del Regne de València foren un altre dels múltiples objectius partidistes dels agermanats. L'odi al moro no sols tingué un component ètnic i/o religiós. Per una banda, els musulmans conformaven un tipus de mà d'obra barata que ajudava els nobles a mantenir la seua posició amb una alta productivitat de les seues terres. I per altra, els artesans mudèjars eren una altra font de competència que s'erigí al sistema gremial.
La idea utòpica d'alguns agermanats era crear un sol poble cristià i una Germania Universal. És per això que s'inicià un procés de conversió sistemàtic que tingué el seu punt màxim a l'estiu del 1521, després de la victòria agermanada de Gandia.
Sufocada la revolta, els nobles advocaren per invalidar la validesa d'aquests batejos forçosos. Per tal de prendre una decisió ferma i amb seny, es creà una junta de teòlegs i juristes convocada per Carles V a Madrid. El 1525, aquesta junta es pronuncià a favor de mantenir la fe cristiana dels nous conversos, ja que segons ells no havien estat forçats: la decisió del baptisme havia estat presa lliurement en haver-se donat al mudèjar l'alternativa de la mort.
La mesura provocà l'alçament d'una part de la població conversa, a Benaguasil en novembre del 1525 i a la serra d'Espadà en març del 1526. Tot i acabar amb l'excepció musulmana en el país, la decisió encetà el problema dels moriscos.

## Conseqüències i repressions
La repressió posterior a la revolta ja començà abans de l'extinció definitiva d'aquesta, al desembre del 1522. Amb la caiguda de València i l'entrada del virrei a la ciutat, es començà una moderada repressió amb el perdó generalitzat, amb l'excepció dels caps més visibles (una cinquantena).
A la mort de l'Encobert, però, s'anomenà virreina del Regne de València Germana de Foix (vídua de Ferran II), la qual va governar durament fins a la seua mort, el 1538 i s'encarregà d'endurir la repressió, ordenant 800 sentències de mort que van haver d'efectuar-se d'una manera intermitent al llarg de diversos anys. També s'imposaren una sèrie de multes astronòmiques per als gremis, així com un total de més de 360.000 ducats de multa al conjunt de totes les ciutats i viles agermanades, i dos milions de ducats en concepte d'indemnitzacions pels danys patits durant la guerra.
El 23 de desembre del 1524, la virreina va concedir un indult als «paraires» (un dels sis gremis principals de la ciutat de València) en un document oficial que és considerat un dels primers redactats en castellà en el Regne de València, que ha dut que alguns vegen en la derrota dels «agermanats» una causa de la imposició d'aquesta llengua, en considerar-ho com una represàlia més contra els perdedors. La pacificació efectiva del territori sembla que no es va produir fins al 1528, data en què el rei va atorgar un perdó general.
Més enllà de les conseqüències immediates, la revolta de les Germanies va ser un catalitzador polític pel canvi a l'estat modern: centralitzat i autoritari. El pas fonamental per a accelerar aquest procés fou el debilitament de la noblesa local en pro del poder reial. Les germanies propiciaren aquest procés per diversos motius. Primer, perquè els nobles s'adonaren que necessitaven la protecció del rei enfront de les amenaces de les masses enfurides. Segon, perquè la conversió dels mudèjars eliminà la mà d'obra barata (o gratuïta), la qual els nobles havien estat contínuament protegint de manera encoberta per tal de no disminuir la productivitat de les seues terres (aquest fet s'accentuà encara més amb l'expulsió dels moriscos, el 1609). Tercer, perquè el rei establí mitjançant la virreina, i per la necessitat de gestionar el conflicte armat, una xicoteta cort reial a la ciutat de València. Aquesta cort comença a adquirir, primer el control de la ciutat de València, i més endavant el control del regne sencer, en detriment del poder nobiliari.
Amb la fusió total del Regne de València amb la resta de territoris imperials (marcats sempre per l'hegemonia del Regne de Castella), els nobles regionals passaren a un tercer pla en contraposició d'un nou tipus de noblesa imperial (Grandes de España) completament tancada a la petita noblesa. Aquest punt d'inflexió comportà, entre altres coses, la pèrdua d'unitat nacional dels regnes que conformaven l'antiga Corona d'Aragó i el trencament d'una certa realitat nacional, amb la incorporació del castellà com a lingua franca i la llengua de la noblesa.